# پوشاک بختیاری
لباس مردان و زنانِ ایل بختیاری بخشی از پوشش مردم بختیاری است در تمام مناطق بختیاری‌نشین با تفاوت‌های جزئی، یکسان هستند.جامه مردمان بختیاری، اصیل‌ترین نوع پوشش است که پیشینه آن به دوران باستانی ایران بازمی‌گردد.

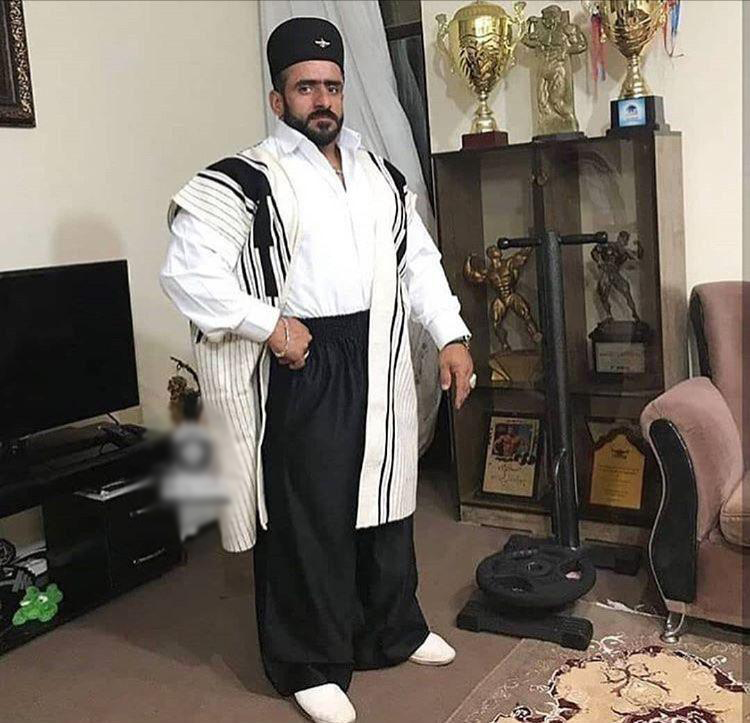
هادی چوپان با پوشش بختیاری

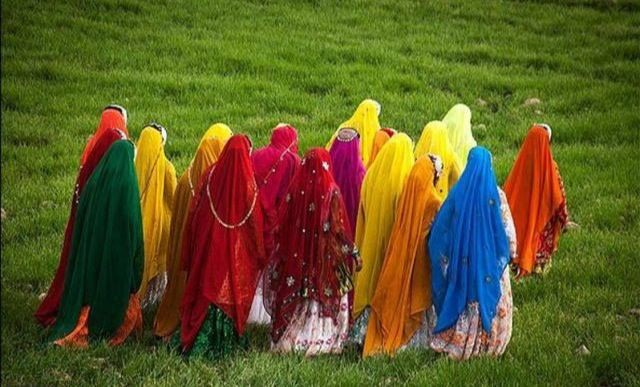
پوشش زنانه بختیاری

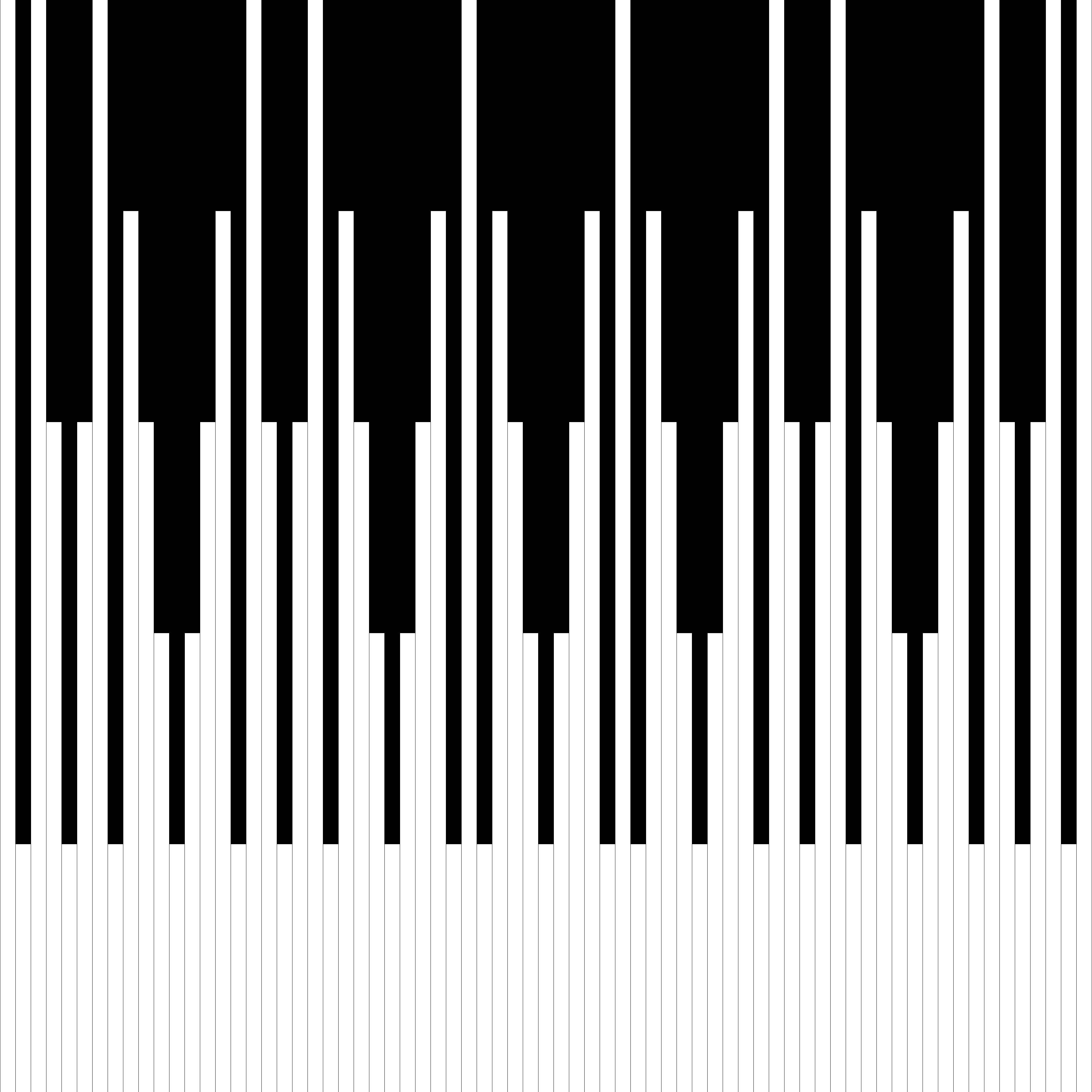
طرح پشت لباس چوقا

## پیشینه
گفته شده است نگاره و طرح چوقا الهام گرفته از معبد زیگورات چغازنبیل بزرگ‌ترین معبد ایلامیان است.

## گسترده
پوشاک بختیاری در گسترده سرزمین بختیاری در میان مردم بختیاری مورد استفاده است، علاوه بر این پوشش بختیاری در میان ترک‌های چهارمحال و ارامنه و گرجی‌های فریدن این منطقه رایج است.

## مردان

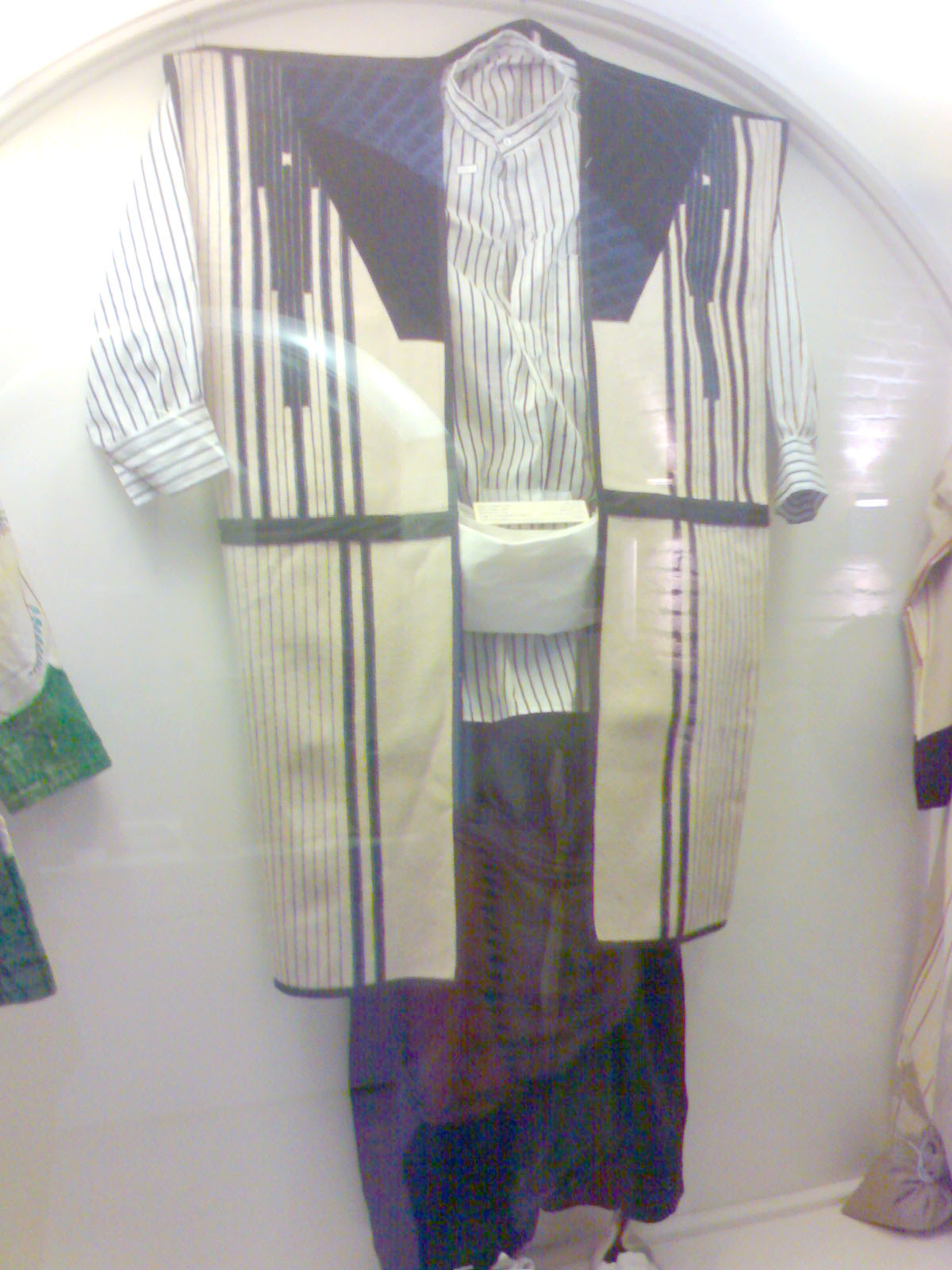
پوشش مردان بختیاری، موزه فلک‌الافلاک، خرم‌آباد

پوشاک مردان بختیاری شامل کلاه نمدی، چوقا، قبا، شال و شلوار گشاد سیاه رنگ معروف به (دبیت) و کفشی به نام گیوه است.
به‌طور کلی پوشش مردان بختیاری بیش از دو هزار و هفتصد سال قدمت دارد که این بیانگر آن است که بختیاریان همان‌طور که زبان، نژاد و فرهنگ خود را از اختلاط و دست اندازی مصون داشته‌اند، پوشش و لباس خود را نیز محفوظ و اصیل نگاه داشته‌اند.

### کلاه
کلاه نمدی به رنگ‌های مشکی و قهوه‌ای وجود دارد. این کلاه عقب و جلو ندارد و هر طور و از هر طرفی که روی سر گذاشته شود تفاوتی نمی‌کند و از کرکهایی که لابلای موهای بز به وجود می‌آید ساخته می‌شود. در روی سر به سمت عقب، جلو، چپ و راست قرار داده می‌شود. نوع مرغوب آن را کلاه خسروی می‌گویند. در صورتی که بختیاری‌ها از نقش فَروَهَر در این کلاه استفاده کنند، فروهر در جلوی کلاه قرار می‌گیرد.

### چوقا (چوخا)

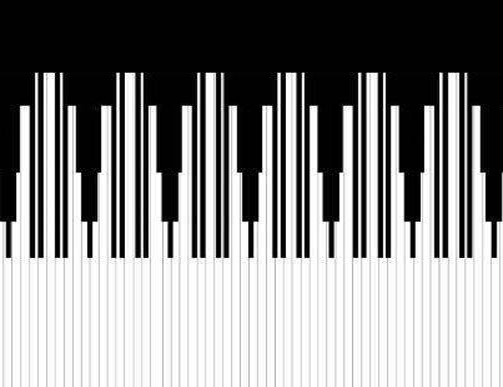
بافت اصلی چوقا.

نوعی بالاپوش مردانه است و از نخ‌های نازکی که از پشم گوسفند می‌ریسند بافته می‌شود. هر چه نخ به دست آمده از پشم‌ها نازک‌تر باشد، بافت چوقا زیباتر می‌شود. آب در چوقا نفوذ نمی‌کند و از شانه‌ها تا حدود زانوها را می‌پوشاند. مردان در تابستان زیر چوقا پیراهن و در زمستان کت یا لباس گرم می‌پوشند که انتخاب جنس و خصوصاً رنگ کت و پیراهن، به سن و سال و موقعیت اجتماعی افراد بستگی دارد. مردان درچهارمحال و بختیاری، خوزستان و لرستان چوقا می‌پوشند.

### شلوار دَبیت
مردان بختیاری شلوار مشکی رنگی می‌پوشند که از پارچه‌ای به نام دبیت دوخته شده و به شلوار دبیت معروف است. اگر شلوار دبیت را با کت بپوشند، از یک کمربند چرمی محکم استفاده کرده و اگر همراه چوقا پوشیده شود، روی آن شال می‌بندند. مرغوب‌ترین پارچهٔ دبیت به دبیت حاج علی اکبری معروف است، مرغوبیت این پارچه به خاطر رنگ ثابت و نرمی آن می‌باشد. به گفته برخی این شلوار اولین شلواری است که بشر ساخته و بقیه شلوارها از این شلوار الگو برداری شده‌اند.

### شال
پارچه‌ای به رنگ سفید است. پارچهٔ شال را به صورت طولی تا نموده و سپس به جای کمربند دور کمر می‌پیچند تا شلوار دبیت را نگهدارد. شال، نمای زیبایی به لباس می‌دهد.

### گیوه
نوعی کفش است که رویهٔ آن از پنبه تهیه می‌شود بنابراین دارای طبیعتی خنک و نرم است و رنگ این بافتنی همیشه سفید بوده است. تخت یا کف گیوه از پارچه‌های محکم و به هم تنیده ساخته می‌شود که از استقامت بالایی برخورداراست. رنگ تخت یا کف گیوه عمدتاً سیاه یا بنفش است. گیوهٔ ملکی کیفیت خوبی داشته و معروفیت دارد. به علت گرانی گیوه‌های ملکی، گیوه‌ها ی دیگری با کف لاستیکی هم ساخته می‌شوند. دو لنگهٔ گیوه شبیه هم ساخته شده و چپ و راست ندارند و مواد اولیهٔ آن درسرزمین بختیاری وجود دارد. گیوهٔ آجیده نوعی از گیوه است که رویه‌ای درشت باف دارد. گیوه بسیار نقشی دارد.
(جومه) قبا
جومه نوعی تن‌پوش چاک دار و بلند تا زیر کمر است که مردان بختیاری آن را زیر چوقا می‌پوشند.

### کُردین
بالاپوش نمدی بود که چوپانان می‌پوشیدند و علاوه بر گرمی زیاد، آب به درون آن نفوذ نکرده و آتش هم نمی‌گرفت. کُردین (kordin) نیم تنهٔ نمدی بدون آستین چوپانان.

## زنان

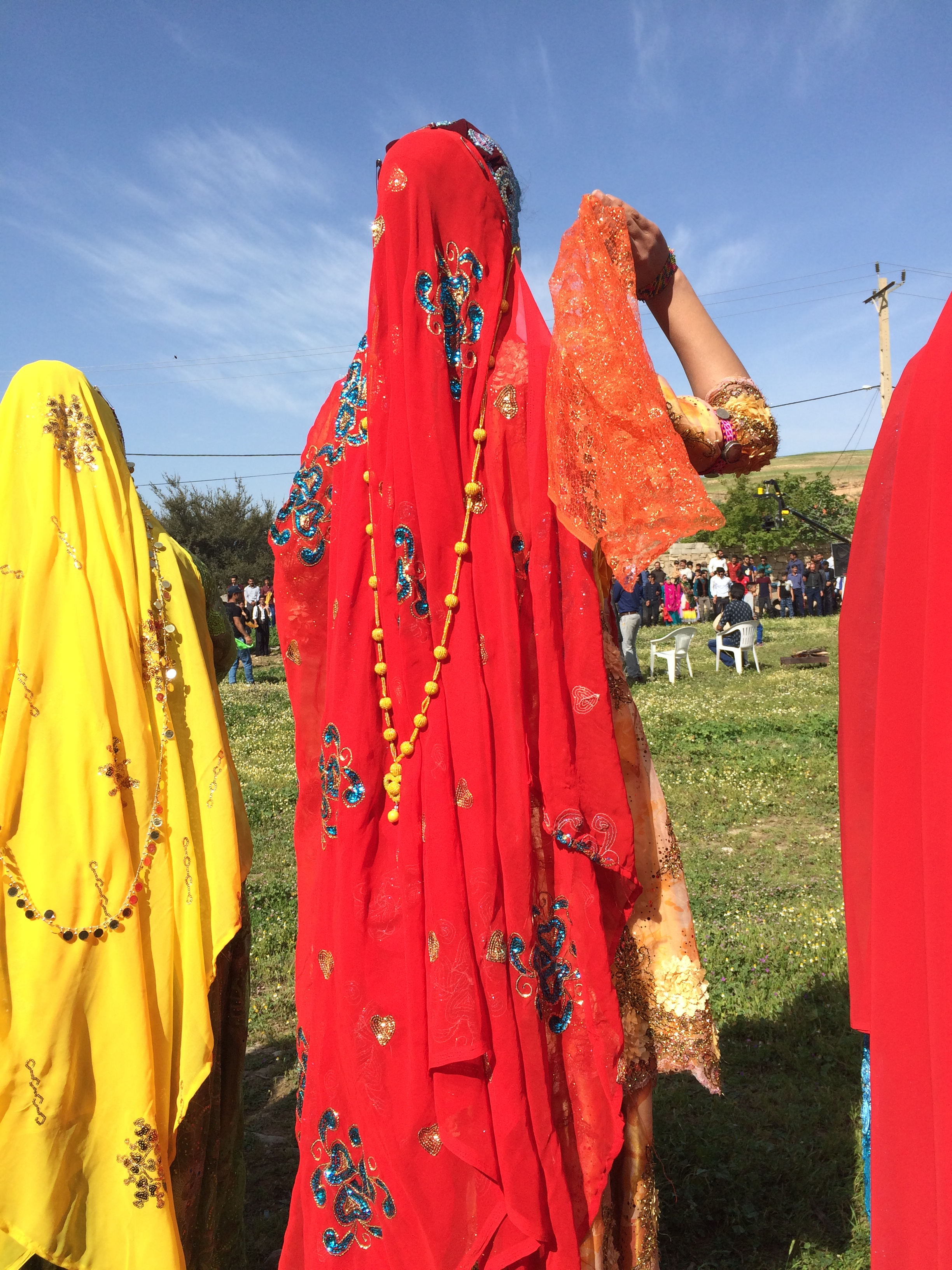
پوشاک رنگارنگ زنان بختیاری در یک مراسم عروسی در بازفت

پوشاک زنان بختیاری شامل لَچَک، زیر لچک، مینا، بند سوزن، دستمال، پیراهن، شلوار قِری و کفش می‌باشد.

### لَچَک
لَچَک (lachak) کلاه مانندی است که قسمت پشت آن در زیر مینا قرارگرفته وبا سوزنی به مینا متصل می‌گردد. روی لچک منجوق دوزی شده است و دو بند دارد که از کنار گوش‌ها گذشته و زیر گلو به هم گره می‌خورند تا لچک را روی سر ثابت نگه دارند. لچک را با پولک‌های کوچک و همچنین مهره‌های ریز به نام مُنجوق (مُنجُق) تزیین می‌کنند که جلوه‌ای خاص به لچک می‌دهند. لچک زنان بختیاری انواع گوناگون دارد و رایج‌ترین آن ریالی می‌باشد که در تزیین آن از سکه‌های قدیمی (ریال) استفاده می‌شود. لچک در برخی گویش‌ها مانند گویش میوندی، کُلچِه نامیده می‌شود.

### زیرلچکی یا بُنایی
سکه‌های طلا یا نقره را به هم جوش می‌دهند و در زیر گلو در قسمت گره خورده دو بند لچک قرار می‌دهند که به آن زیرلچکی یا بُنایی می‌گویند.

### مینا
مینا (mayna) روسری بلند از پارچهٔ نازک حریر مانند به رنگ‌های آبی، سبز، زرد، سرخ یا بنفش است. جوانان از رنگ‌های روشن و زنان میانسال از رنگ‌های تیره استفاده می‌کنند.

### بند سوزن
بند سوزن از پشت سر تا کمرگاه آویزان می‌شود. دو سر این ریسمان را که پر از مهره و زینت آلات دیگر است، به وسیلهٔ گیره یا دو سنجاق قفلی بر روی لچک محکم می‌کنند.

### دستمال
دستمال چهارگوش، مشکی، بزرگ و ابریشمی است که در واقع می‌توان آن را نوعی پیشانی بند به حساب آورد چرا که زنان آن را روی پیشانی می‌بندند و سپس دو سر انتهایی آن را در پشت سر به هم گره می‌زنند. نوع خاصی از دستمال را که زنان برای عزا برسر می‌کردند، در گویش بختیاری‌های ساکن اطراف مسجدسلیمان،  شَدِه می‌گفتند.

### پیراهن
پیراهنی آستین بلند و مچ داراست که در قسمت پیش سینهٔ چاکدارآن، سه دکمه دوخته می‌شود. بالاتنه و دامنش صاف و بدون چین می‌باشد. بلندی آن تا بالای زانو می‌رسد و دو طرف پایین دامن آن را معمولاً به اندازهٔ ۲۰ سانتیمتر چاک می‌دهند. انتخاب رنگ پیراهن به سن و سال زنان و دختران بستگی دارد.

### شلوار قِری
شلوار قِری در اصل دامنی است با چین‌های فراوان که نیم تنهٔ پایین بدن را می‌پوشاند. در گذشته از پارچهٔ مخمل استفاده می‌شد که بسیار جذاب ولی سنگین و گران بود ولی امروزه از پارچه‌های سبک‌تر و ارزانتر استفاده می‌شود. به علت سنگینی شلوار به جای کش، از بند یا طناب باریکی استفاده می‌کنند که در اصطلاح محلی به آن دُم شلوار می‌گویند. زنان، زیر شلوار قری یک زیرشلواری می‌پوشیدند که به آن پاکَش می‌گفتند.

### کفش
در گذشته زنان هم گیوه می‌پوشیدند ولی امروزه پوشیدن گیوه در میان زنان بختیاری دیگر معمول نیست. آن‌ها کفش چرمی رویه دار و غالباً به رنگ مشکی می‌پوشند که در گویش بختیاری به آن اُرسی orssi می‌گویند. در گذشته کفش‌های پلاستیکی ارزانی هم استفاده می‌شد که گالِش نام داشت.

## ویژگی‌ها و جایگاه کنونی
رنگ، طراحی، تزیینات، هماهنگی با سن افراد و تناسب با شرایط محیطی در لباس بختیاری، بسیار مهم بوده است. امروزه بسیاری از این نکات فراموش شده‌اند، چوپان‌ها به جای کُردین، اُوِرکُت ارتشی می‌پوشند و به جای مشک آب از فلاسک‌های کوچک استفاده می‌کنند. جوانان به پوشیدن لباس‌های جدید با اشکال مختلف منقوش بر روی آن گرایش یافته‌اند. شلوار جین و کفش‌های کتانی و اسپرت، جای شل جذابیتی ندارند. این تغییرات و بسیاری تغییرات ریز و درشت دیگر، نتیجهٔ مهاجرت به شهرها، گسترش رادیو و تلویزیون و کمرنگ شدن آداب، وار دبیت و گیوه را گرفته است. مانتوهای مختلف جای پیراهن (جُوِه) و شلوارهای معمولی جای شلوار قِری را گرفته است و به همین علت دیگر در عروسی‌ها علیرغم هزینه‌های زیاد، رقص سه پا وهی دتهرسوم و باورهای ایل بختیاری است.